# Pelourinho
Pelourinho (brazilski-portugalski za "stup srama") je povijesno središte Salvadora, glavnog grada brazilske savezne države Bahia. Ime mu potječe od stupova srama na središnjim trgovima gdje su tijekom kolonijalnog razdoblja kažnjavani robovi.
Od 1549. do 1763. godine Salvador je bio glavni grad portugalskog Brazila i tijekom tog razdoblja u njemu je došlo do jedinstvene mješavine europskih, afričkih i indijanskih kultura. U njemu je 1558. godine osnovana i prva tržnica robljem u Novom svijetu, gdje se trgovalo robovima za rad na plantažama šećerne trske.
Grad je sačuvao mnoge izvorne renesansne građevine, te brojne originalne stare građevine šarenih pročelja ukrašene štuko dekoracijama. Zbog toga je povijesno središte Salvadora upisano na UNESCO-ov popis mjesta svjetske baštine u Amerikama još 1985. godine.
Bogatstvo kolonijalnog Salvadora se očituje u brojnim slikovitim građevinama kao što su kolonijalne palače, crkve i samostani, uglavnom sagrađeni u 17. i 18. stoljeću. Najznamenitije su:
- Katedralna bazilika Spasitelja (Catedral Basílica de Salvador), bivša isusovačka crkva iz druge polovice 17. stoljeća, ima sjajne manirističke dekoracije.
- Crkva i samostan sv. Franje (Convento e Igreja de São Francisco) iz prve polovice 18. stoljeća ima jednu od najuspjelijih baroknih dekoracija u Brazilu.
- Crkva Nosso Senhor do Bonfim je rokoko crkva s neoklasicističom unutrašnjošću. Nazvana je po najslavnijoj slici Krista koja se u njoj čuva, a nosi se u procesiji u siječnju, tijekom proslave "Fešte Gospodina od dobrog kraja" (Festa de Nosso Senhor do Bonfim), koja je najvažnija vjerska svetkovina poslije karnevala.
- Tržnica-model (Mercado Modelo) iz 1861. god., na trgu Cayrú, se sastoji od carinarnice s rotundom na kraju nadsvođenu kupolom, u kojoj su pristajali brodovi da iskrcaju svoju robu. God. 1971. u njoj se počelo trgovati, a 1984. je izgorjela do temelja. Danas je obnovljena i pored 200 štandova s raznolikom robom i rukotvorinama iz Bahije, tu su dva restorana i nekoliko barova.
- Dizalo Lacerda (Elevador Lacerda) je najstarije dizalo u Brazilu (1873.), djelo biznismena Antônia Francisca de Lacerda. Njeova četiri kaveza povezuju 72 m visinske razlike između trga gornjeg grada, Thomé de Souza, i donjeg trga Cayru. Svake 22 sekunde dizalo može prevesti 128 osoba, 24 sata dnevno.

- Pročelja povijesnih zgrada Pelourinha
- Salvadorska katedrala
- Laserski skenirana trg Anchieta Plaza
- Križ i crkva sv. Franje
- Trg Anchieta Plaza s Crkvom sv. Franje
- Središnja kapela Crkve sv. Franje
- Igreja de Nosso Senhor do Bonfim
- Stara carinarnica
- Spomenik palog križa ispred biskupskog dvora
- Dizalo Lacerda

## Vajske poveznice
- Pelourinho, digitalni arhiv  Arhivirana inačica izvorne stranice od 18. studenoga 2011. (Wayback Machine) (licencirane fotografije, laserska skeniranja i panorame) u suradnji CyArk-a i UNESCO-a
- Pelourinho na Bahia Online  Arhivirana inačica izvorne stranice od 24. siječnja 2013. (Wayback Machine) (engl.)